# 노령
노령(蘆嶺)은 대한민국 전라남도 장성군과 전북특별자치도 정읍시 사이에 있는 높이 276m의 고개이다.

## 위치와 명칭
흔히 갈재, 혹은 장성갈재라고 부르며, 전남과 전북의 도 경계를 이룬다. 도보로 이동하던 시절부터 교통의 요충지였다. 입암산을 거쳐 방장산으로 연결되며, 노령산맥을 가로질러 곡창지대인 호남평야와 전남평야를 이어주기 때문이다. 전북 정읍시 대흥면에서 전남 장성군 북일면 원덕리 목란마을 사이에 있다.
갈재라는 이름은 갈대가 많다 해서 붙은 것이나, 일제강점기에 지명이 한자식으로 변경되었다. 노령산맥이라는 이름도 노령에서 나온 것이다.
노령의 동쪽은 내장산으로 이어진다. 고개 남쪽에 있는 호남선의 백양사역이 내장산국립공원의 남쪽 입구이다.

## 역사
노령은 높이에 비해 험한 고갯길이다. 《신증동국여지승람》에는 위령(葦嶺)이라고 기록되어 있으며, 도적이 떼를 지어 살면서 백주에 살육과 약탈을 하는 요해(要害)의 땅이라고 적혀 있다. 과거 이 고개는 유배 가는 선비들이 많이 넘었다.
남도의 관문으로 전남 지역에 부임하는 관리를 비롯해 봇짐장수나 과거 보러 가는 선비들이 넘어다니던 장소라 여러 전설이 전해져온다. 목란마을  앞산의 능선에 있는 미인바위 또는 갈애바위에 얽힌 이야기가 유명하다. 주막집 딸인 미인 갈애가 조정에서 보낸 선전관의 칼에 얼굴을 맞은 뒤 미인바위의 오른쪽 눈썹에 해당하는 부분이 칼에 맞은 것처럼 찌그러졌다는 전설이다.
한국 전쟁 중에는 조선로동당 전남도당의 일부가 이 부근에 파르티잔 병력으로 은거했다.  전북도당이 입산하여 근거지로 마련한 회문산으로 연결되는 중요한 지역이기 때문이다. 조선인민유격대는 노령을 차지하기 위한 전투를 필사적으로 벌였다. 두 차례 공격을 통해 한 번은 노령을 점령했으나 나머지 한 번은 실패했다. 이후로는 군경의 방어선이 완강하여 노령에 접근하지 못했다.
도보 시대에 사용되던 고갯길은 인적이 끊겨 자취가 없어졌고 숲이 울창하다. 대신 도로로 된 고갯길이 국도 제1호선 구간중 하나이며, 서울과 순천시 사이의 고속도로와 호남선 철도가 통과하는 터널이 각각 뚫려 있다. 이 가운데 호남터널은 길이가 694m에 달하여 한국에서 가장 긴 터널 중 하나이다.

## 같이 보기
- 노령산맥

## 참고자료
- 신정일 (2004년 5월 27일). “［신정일의 新택리지］ 노령 - 자취 사라진 옛 길엔 희미한 `갈애`의 사랑”. 중앙일보. 2008년 6월 23일에 확인함.[깨진 링크(과거 내용 찾기)]